# Гонам
Гона́м (якут. Гуонаам) — река в Якутии, левый приток реки Учур. Небольшой участок у устья служит административной границей с Хабаровским краем. Длина — 686 км. Площадь водосборного бассейна — 55 600 км².
Название реки эвенкийское: «гы» — река.
Берёт начало с северных склонов Станового хребта, течёт по Алданскому нагорью. Принимает 101 приток длиной более 10 км. В бассейне около 9400 водотоков, свыше 1800 озёр. Вскрывается в середине мая, замерзает в конце октября. Питание снеговое и дождевое.
Первое упоминание о реке относится к 1643 году, когда русские землепроходцы во главе с Василием Поярковым вышли по Алдану, Учуру и Гонаму через Становой хребет к берегам Амура.
Система водного объекта: Учур → Алдан → Лена → море Лаптевых.

## Данные водного реестра

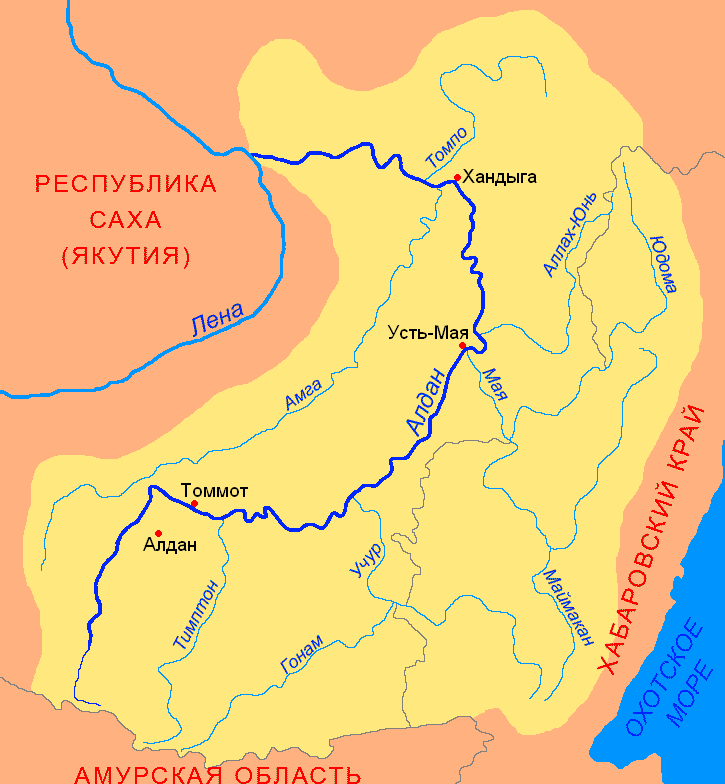
Бассейн Алдана

По данным государственного водного реестра России относится к Ленскому бассейновому округу, речной бассейн реки — Лена, речной подбассейн реки — Алдан, водохозяйственный участок реки — Учур.
Код объекта в государственном водном реестре — 18030600312117300012630.

## Притоки
Объекты перечислены по порядку от устья к истоку.
- 3,5 км: Алгама
- 18 км: Юктанджя
- 25 км: Моган-Юрях
- 46 км: река без названия
- 48 км: Сергеев
- 55 км: Князь-Юрях
- 63 км: Алексеев
- 75 км: река без названия
- 76 км: Тас-Балаган
- 83 км: Боролгон
- 107 км: Холболоох
- 117 км: Эдис
- 125 км: Чайдах
- 127 км: река без названия
- 139 км: река без названия
- 146 км: Акча
- 158 км: река без названия
- 159 км: река без названия
- 162 км: река без названия
- 167 км: Нингам
- 184 км: река без названия
- 188 км: река без названия
- 190 км: Буголлы
- 200 км: река без названия
- 204 км: река без названия
- 218 км: река без названия
- 223 км: река без названия
- 227 км: река без названия
- 238 км: Моныкр
- 239 км: Мамыкатан
- 242 км: Алтан-Чайдах
- 251 км: Кумкуй
- 259 км: Большой Салгын
- 260 км: река без названия
- 272 км: Малый Салгын
- 274 км: Сутам
- 285 км: Джёс
- 288 км: река без названия
- 294 км: Олдоё
- 299 км: Кугейкан
- 303 км: Кугей
- 303 км: Ытымджа
- 316 км: река без названия
- 321 км: Корорак
- 327 км: Черанахта
- 338 км: река без названия
- 344 км: река без названия
- 354 км: Некандакан
- 362 км: Ниж. Солокит
- 368 км: река без названия
- 372 км: Солокит
- 372 км: Средний Солокит
- 375 км: Верхний Солокит
- 380 км: Некангра
- 388 км: Амнуначи
- 391 км: река без названия
- 397 км: река без названия
- 403 км: река без названия
- 412 км: Орогдокит
- 423 км: Тогллой
- 431 км: Правый Двойник
- 439 км: Гюскангра
- 448 км: река без названия
- 451 км: река без названия
- 464 км: река без названия
- 469 км: Гувилгра
- 470 км: река без названия
- 480 км: Хугда
- 489 км: Гугингра
- 500 км: река без названия
- 502 км: река без названия
- 508 км: Бруингра
- 509 км: Давангра
- 517 км: река без названия
- 532 км: река без названия
- 533 км: река без названия
- 536 км: Конеркит
- 548 км: Токарикан
- 553 км: река без названия
- 562 км: Утуму
- 571 км: Амнунакта
- 580 км: река без названия
- 584 км: Каменушка
- 587 км: Нирачи
- 594 км: Половинка
- 602 км: река без названия
- 608 км: река без названия
- 618 км: река без названия
- 620 км: река без названия
- 626 км: река без названия
- 628 км: Медвежий
- 631 км: река без названия
- 644 км: река без названия
- 644 км: Типтур
- 659 км: река без названия